# Bob Bertemes
Bob Bertemes (ur. 24 maja 1993) – luksemburski lekkoatleta specjalizujący się w pchnięciu kulą. Wielokrotny mistrz i rekordzista kraju. Medalista igrzysk małych państw Europy i mistrz małych krajów Europy (2016). Reprezentant kraju w pucharze Europy w rzutach. Jego rekordem życiowym na otwartym stadionie jest wynik 22,22 osiągnięty 4 sierpnia 2019 roku w Luksemburgu, a w hali wynik 21,93 osiągnięty 19 lutego 2023 roku w tym samym miejscu. Ponadto jego rekordem życiowym w rzucie dyskiem jest 61,06 uzyskane w Luksemburgu 15 września 2019 roku. Rezultaty Bertemesa są aktualnymi rekordami Luksemburga.

## Osiągnięcia
| Rok  | Impreza                                  | Konkurencja           | Miejsce    | Lokata            | Wynik   |
| ---- | ---------------------------------------- | --------------------- | ---------- | ----------------- | ------- |
| 2011 | Igrzyska małych państw Europy            | Pchnięcie kulą        | Schaan     | 3. miejsce        | 16,75   |
| 2011 | Mistrzostwa Europy juniorów              | Pchnięcie kulą (6 kg) | Tallinn    | 23. miejsce       | 17,42   |
| 2012 | Mistrzostwa świata juniorów              | Pchnięcie kulą (6 kg) | Barcelona  | 8. miejsce        | 19,33   |
| 2013 | Igrzyska małych państw Europy            | Pchnięcie kulą        | Luksemburg | 3. miejsce        | 17,65   |
| 2013 | Młodzieżowe mistrzostwa Europy           | Pchnięcie kulą        | Tampere    | 13. miejsce       | 17,94   |
| 2013 | Igrzyska frankofońskie                   | Pchnięcie kulą        | Nicea      | 4. miejsce        | 18,78   |
| 2015 | Halowe mistrzostwa Europy                | Pchnięcie kulą        | Praga      | 5. miejsce        | 20,48   |
| 2015 | Igrzyska małych państw Europy            | Pchnięcie kulą        | Reykjavík  | 1. miejsce        | 19,11   |
| 2015 | Młodzieżowe mistrzostwa Europy           | Pchnięcie kulą        | Tallinn    | 2. miejsce        | 19,29   |
| 2015 | Mistrzostwa świata                       | Pchnięcie kulą        | Pekin      | 14. miejsce       | 19,87   |
| 2015 | Światowe wojskowe igrzyska sportowe      | Pchnięcie kulą        | Mungyeong  | 2. miejsce        | 19,60   |
| 2016 | Halowe mistrzostwa świata                | Pchnięcie kulą        | Portland   | 15. miejsce       | 19,48   |
| 2016 | Mistrzostwa małych krajów Europy         | Pchnięcie kulą        | Marsa      | 1. miejsce        | 19,99   |
| 2016 | Mistrzostwa Europy                       | Pchnięcie kulą        | Amsterdam  | el. – 17. miejsce | 19,39   |
| 2017 | Halowe mistrzostwa Europy                | Pchnięcie kulą        | Belgrad    | el. – 16. miejsce | 19,47   |
| 2017 | Puchar Europy w rzutach                  | Pchnięcie kulą        | Las Palmas | 6. miejsce        | 20,18   |
| 2017 | Igrzyska małych państw Europy            | Pchnięcie kulą        | Serravalle | 1. miejsce        | 19,33   |
| 2017 | III liga drużynowych mistrzostw Europy   | Pchnięcie kulą        | Marsa      | 2. miejsce        | 18,92   |
| 2017 | III liga drużynowych mistrzostw Europy   | Rzut dyskiem          | Marsa      | 6. miejsce        | 44,27   |
| 2017 | Igrzyska frankofońskie                   | Bieg na 1500 m        | Abidżan    | eliminacje        | 3:55,43 |
| 2017 | Igrzyska frankofońskie                   | Pchnięcie kulą        | Abidżan    | 2. miejsce        | 19,55   |
| 2017 | Mistrzostwa świata                       | Pchnięcie kulą        | Londyn     | el. – 31. miejsce | 19,10   |
| 2018 | Puchar Europy w rzutach                  | Pchnięcie kulą        | Leiria     | 4. miejsce        | 20,56   |
| 2018 | Mistrzostwa Europy                       | Pchnięcie kulą        | Berlin     | 6. miejsce        | 21,00   |
| 2019 | Halowe mistrzostwa Europy                | Pchnięcie kulą        | Glasgow    | 5. miejsce        | 20,70   |
| 2019 | Puchar Europy w rzutach                  | Pchnięcie kulą        | Šamorín    | 3. miejsce        | 20,55   |
| 2019 | Igrzyska małych państw Europy            | Pchnięcie kulą        | Bar        | 1. miejsce        | 20,57   |
| 2019 | III liga drużynowych mistrzostw Europy   | Pchnięcie kulą        | Varaždin   | 1. miejsce        | 21,62   |
| 2019 | III liga drużynowych mistrzostw Europy   | Rzut dyskiem          | Varaždin   | 8. miejsce        | 52,81   |
| 2019 | Mistrzostwa świata                       | Pchnięcie kulą        | Doha       | el. – 26. miejsce | 19,89   |
| 2019 | Światowe wojskowe igrzyska sportowe      | Pchnięcie kulą        | Wuhan      | 3. miejsce        | 20,66   |
| 2021 | Halowe mistrzostwa Europy                | Pchnięcie kulą        | Toruń      | el. – 9. miejsce  | 20,16   |
| 2021 | III liga drużynowych mistrzostw Europy   | Pchnięcie kulą        | Limassol   | 1. miejsce        | 21,02   |
| 2021 | III liga drużynowych mistrzostw Europy   | Rzut dyskiem          | Limassol   | 3. miejsce        | 57,04   |
| 2021 | Igrzyska olimpijskie                     | Pchnięcie kulą        | Tokio      | el. – 21. miejsce | 20,16   |
| 2022 | Halowe mistrzostwa świata                | Pchnięcie kulą        | Belgrad    | 13. miejsce       | 20,10   |
| 2022 | Mistrzostwa Europy                       | Pchnięcie kulą        | Monachium  | el. – 14. miejsce | 19,77   |
| 2023 | Halowe mistrzostwa Europy                | Pchnięcie kulą        | Stambuł    | 5. miejsce        | 21,00   |
| 2023 | Puchar Europy w rzutach                  | Pchnięcie kulą        | Leiria     | 2. miejsce        | 21,21   |
| 2023 | II dywizja drużynowych mistrzostw Europy | Pchnięcie kulą        | Chorzów    | 5. miejsce        | 19,42   |
| 2023 | II dywizja drużynowych mistrzostw Europy | Rzut dyskiem          | Chorzów    | 8. miejsce        | 59,01   |
| 2023 | Mistrzostwa świata                       | Pchnięcie kulą        | Budapeszt  | el. –             | NM      |
| 2024 | Halowe mistrzostwa świata                | Pchnięcie kulą        | Glasgow    | 12. miejsce       | 20,30   |
| 2024 | Mistrzostwa Europy                       | Pchnięcie kulą        | Rzym       | 6. miejsce        | 20,86   |
| 2024 | Igrzyska olimpijskie                     | Pchnięcie kulą        | Paryż      | el. – 17. miejsce | 20,27   |